# Rad-Weltcup der Frauen 1999
Der Rad-Weltcup der Frauen 1999 war die 2. Austragung des Rad-Weltcups der Frauen, einer seit der Saison 1998 vom Weltradsportverband UCI ausgetragenen Serie der wichtigsten Eintagesrennen im Straßenradsport der Frauen. Die Fahrerinnenwertung gewann die Australierin Anna Wilson vom Saturn Cycling Team.

## Rennen
| Datum         | Rennen                                       | Siegerin (Fahrerinnen) | Führende (Fahrerinnenwertung) |
| ------------- | -------------------------------------------- | ---------------------- | ----------------------------- |
| 7. März       | Canberra World Cup                           | Anna Wilson            | Anna Wilson                   |
| 14. März      | Hamilton City World Cup                      | Roberta Bonanomi       | Anna Wilson                   |
| 20. März      | Primavera Rosa                               | Sara Felloni           | Anna Wilson                   |
| 14. April     | La Flèche Wallonne Féminine                  | Hanka Kupfernagel      | Hanka Kupfernagel             |
| 30. Mai       | Coupe du Monde Cycliste Féminine de Montréal | Tracy Gaudry           | Hanka Kupfernagel             |
| 6. Juni       | Liberty Classic                              | Petra Rossner          | Hanka Kupfernagel             |
| 7. August     | Trophée International                        | Vanja Vonckx           | Hanka Kupfernagel             |
| 12. September | Ladies Tour Beneden-Maas                     | Petra Rossner          | Hanka Kupfernagel             |
| 26. September | UCI Weltcupfinale Embrach                    | Anna Wilson            | Anna Wilson                   |

## Fahrerinnenwertung
|     | Fahrer            | Team                        | Punkte |
| --- | ----------------- | --------------------------- | ------ |
| 1.  | Anna Wilson       | Saturn Cycling Team         | 288    |
| 2.  | Hanka Kupfernagel | The Greenery Hawk Team      | 281    |
| 3.  | Tracy Gaudry      | Ebly                        | 162    |
| 4.  | Petra Rossner     | Deutschland                 | 160    |
| 5.  | Sara Felloni      | Italien                     | 114    |
| 6.  | Roberta Bonanomi  | Italien                     | 113    |
| 7.  | Chantal Beltmann  | Niederlande                 | 104    |
| 8.  | Gunn-Rita Dahle   | Norwegen                    | 95     |
| 9.  | Vanja Vonckx      | Vlaanderen 2002 Ladies Team | 84     |
| 10. | Catherine Marsal  | Frankreich                  | 84     |